# Solenanthus pindicus
Solenanthus pindicus är en strävbladig växtart som beskrevs av Aldén. Solenanthus pindicus ingår i släktet Solenanthus och familjen strävbladiga växter. Inga underarter finns listade i Catalogue of Life.